# 圣路济亚区

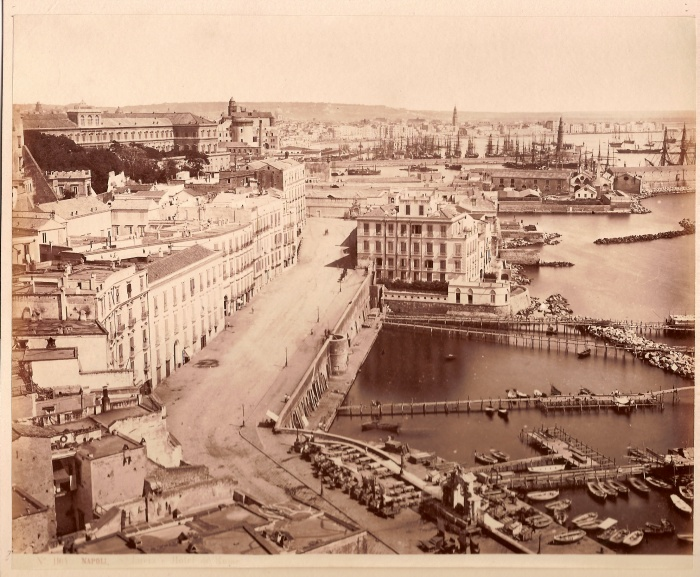
1865年

圣路济亚区（Borgo Santa Lucia）是意大利那不勒斯一个历史悠久的区，围绕着同名的街道圣路济亚街（via Santa Lucia），得名于建于9世纪的圣路济亚堂（Santa Lucia a mare）。该区的东北两面到那不勒斯王宫。蛋堡位于区内。
该区的历史可追溯到古希腊时期。

## 流行文化
圣路济亚区是那不勒斯民歌常见的主题，其中最著名的是《桑塔露琪娅》，《桑塔露琪亚远航船》（Santa Lucia Luntana）, 那不勒斯人离家移民美国的音乐符号。
40°49′56″N 14°15′00″E / 40.83222°N 14.25000°E
Template:那不勒斯地标